# Список дипломатических миссий Черногории
Черногория продолжает строить свою дипломатическую сеть. 30 ноября 2006 Правительство страны приняло «Соглашение между Республикой Черногория и Республикой Сербия о консульской защите и предоставления консульских услуг гражданам Черногории». Согласно этому документу, Республика Сербия, через свою сеть дипломатических и консульских миссий предоставляет необходимые услуги гражданам Черногории на территории тех государств, где Черногория пока ещё не имеет своих представительств.

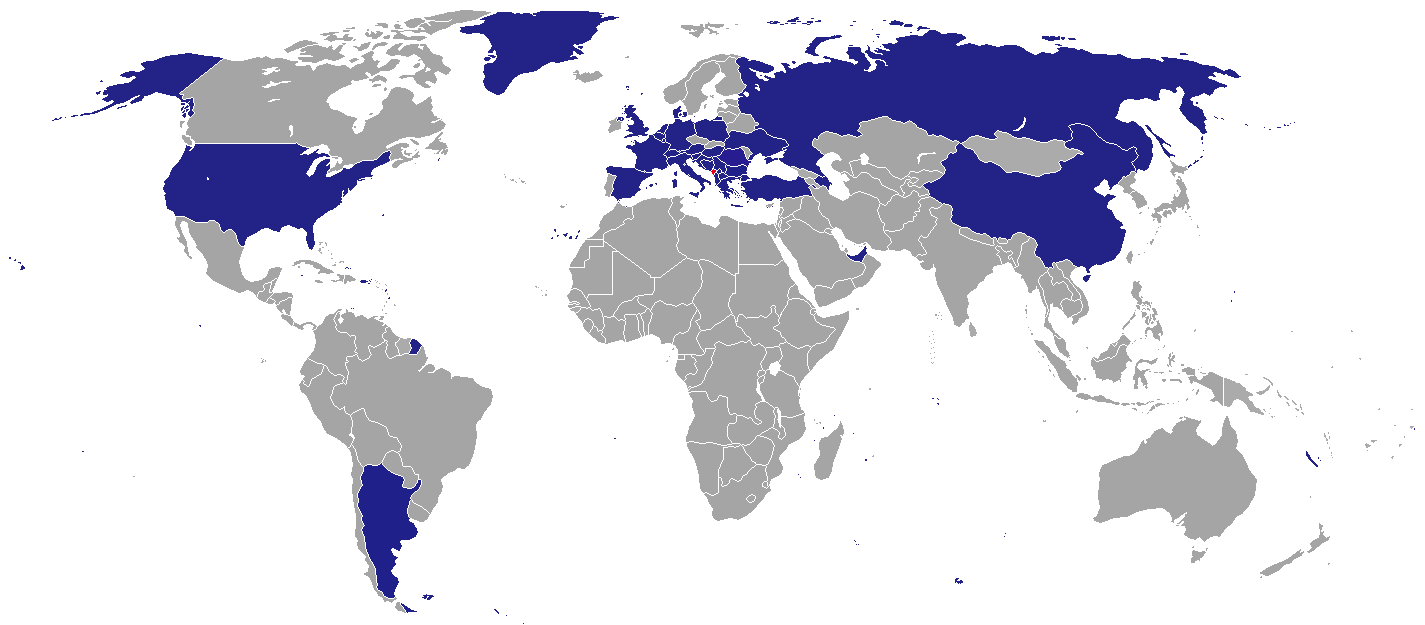
Карта дипломатических миссий Черногории в мире

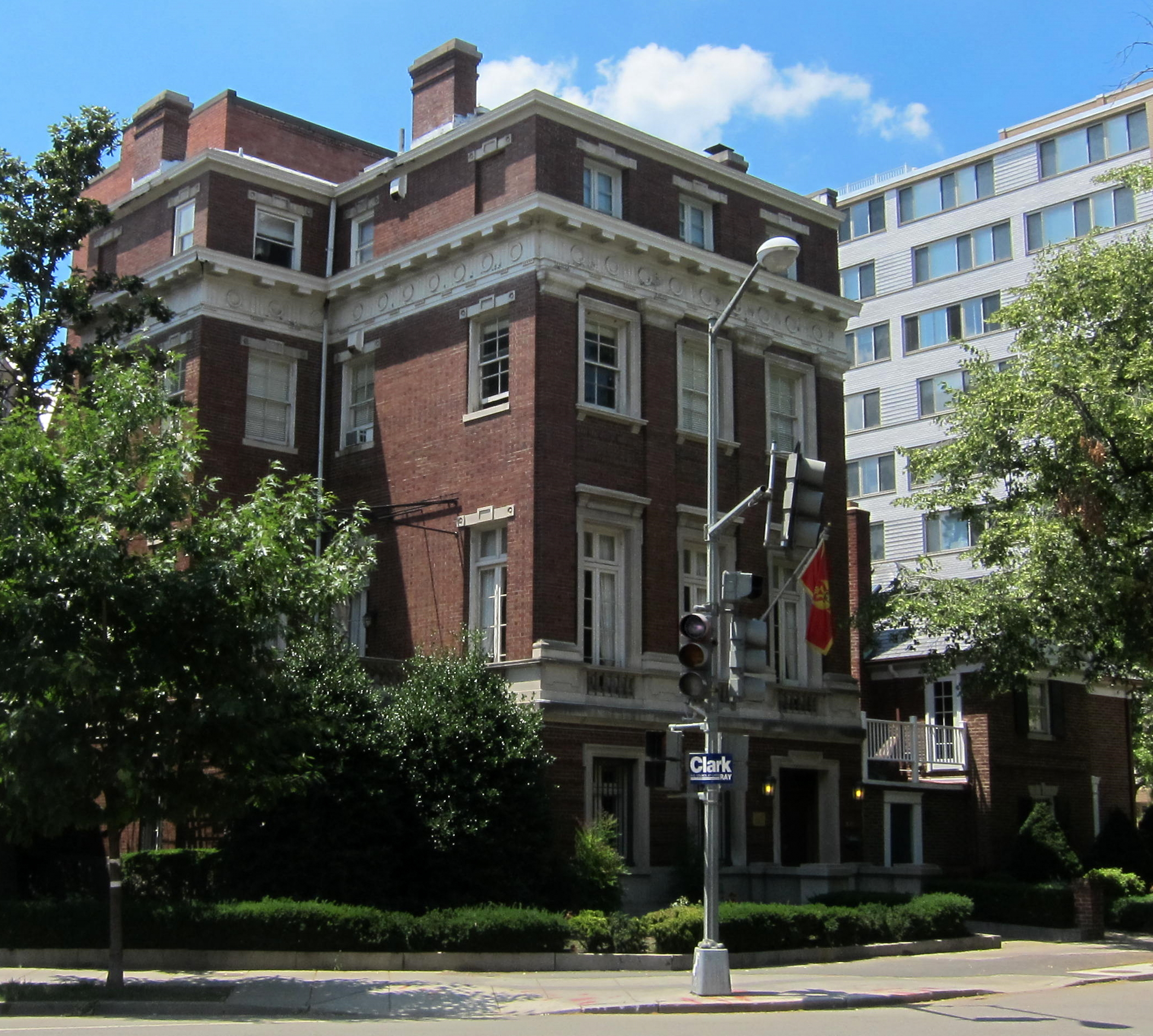
Посольство Черногории в Вашингтоне, США

## Список дипломатических миссий Черногории за рубежом
|                                                              | Европа                                                               |                                                                             |
| Страна                                                       | Представительство                                                    | Глава представительства                                                     |
| Албания                                                      | - Тирана (Посольство)                                                | Željko Perović (Желько Перович)                                             |
| Австрия                                                      | - Вена (Посольство)                                                  | Vesko Garčević (Веско Гарчевич)                                             |
| Бельгия                                                      | - Брюссель (Посольство)                                              | Veselin Šuković (Веселин Сукович)                                           |
| Босния и Герцеговина                                         | - Сараево (Посольство)                                               | Ramiz Bašić (Рамиз Башич)                                                   |
| Хорватия                                                     | - Загреб (Посольство)                                                | Branko Lukovac (Бранко Луковац)                                             |
| Франция (также относится к Монако и ЮНЕСКО)                  | - Париж (Посольство)                                                 | Milica Pejanović-Đurišić (Милица Пеянович-Джуришич)                         |
| Германия                                                     | - Берлин (Посольство) - Франкфурт-на-Майне (Генеральное консульство) | Vladimir Radulović (Владимир Радулович) Abid Crnovršanin (Абид Црновршанин) |
| Ватикан                                                      | - Ватикан (Посольство)                                               | Antun Sbutega (Антун Сбутега)                                               |
| Италия (также относится к Мальте и Сан-Марино)               | - Рим (Посольство)                                                   | Darko Uskoković (Дарко Ускокович)                                           |
| Северная Македония                                           | - Скопье (Посольство)                                                | Duško Lalićević (Душко Лаличевич)                                           |
| Российская Федерация                                         | - Москва (Посольство)                                                | Miodrag Kolević (Миодраг Колевич)                                           |
| Сербия                                                       | - Белград (Посольство)                                               | Посол выслан                                                                |
| Словения                                                     | - Любляна (Посольство)                                               | Dušanka Jeknić (Душанка Екнич)                                              |
| Швейцария                                                    | - Женева (Посольство)                                                | Milomir Mihaljević (Миломир Михальевич)                                     |
| Великобритания                                               | - Лондон (Посольство)                                                | Dragiša Burzan (Драгиша Бурзан)                                             |
|                                                              | Северная Америка                                                     |                                                                             |
| Страна                                                       | Представительство                                                    | Глава представительства                                                     |
| США (Также относится к Канаде)                               | - Вашингтон (Посольство) - Нью-Йорк (Генеральное консульство)        | Miodrag Vlahović (Миодраг Влахович) Branko Milić (Бранко Милич)             |
| Коста Рика                                                   | - Нью-Йорк (Нерезидентное посольство)                                | Nebojša Kaluđerović (Небойша Калуджерович)                                  |
|                                                              | Азия                                                                 |                                                                             |
| Страна                                                       | Представительство                                                    | Глава представительства                                                     |
| Китайская Народная Республика                                | - Пекин (Посольство)                                                 | Ljiljana Tošković (Лильяна Тошкович)                                        |
|                                                              | Международные Организации                                            |                                                                             |
| Организация                                                  | Представительство                                                    | Глава представительства                                                     |
| Организация по безопасности и сотрудничеству в Европе (ОБСЕ) | - Вена                                                               | Vesko Garčević (Веско Гарчевич)                                             |
| Европейский союз                                             | - Брюссель                                                           | Slavica Milačić (Славица Милачич)                                           |
| Совет Европы                                                 | - Страсбург                                                          | Zoran Janković (Зоран Янкович)                                              |
| Организация Объединённых Наций                               | - Нью-Йорк                                                           | Nebojša Kaluđerović (Небойша Калуджерович)                                  |

## Дополнительно
- Иностранные представительства в Черногории